# Prázdniny (film)
Prázdniny (v anglickém originále The Holiday) je americký film Nancy Meyers z roku 2006. Jedná se o romantickou komedii, zasazenou do období Vánoc.

## Popis filmu
Film vypráví o příběhu pěti lidí. Iris (Kate Winsletová) je novinářka pracující v redakci listu The Daily Telegraph a žijící na malém městě v Surrey nedaleko od Londýna. Při vánoční firemní party se dozvídá, že se její bývalý přítel Jasper (Rufus Sewell), do kterého je však stále zamilovaná, bude ženit. Zlomená odjíždí do svého domu v Surrey, kde propadá smutku a neštěstí, dokud ji přes internet nekontaktuje Američanka Amanda (Cameron Diaz) z Los Angeles. Amanda, která je úspěšnou a majetnou režisérkou filmových trailerů, se právě rozešla se svým přítelem (Edward Burns). Bere si dovolenou a začíná hledat místo, kde by mohla v poklidu strávit Vánoce. Našla si na internetu náhodně Irisin dům v Anglii. Iris jí e-mailem navrhla čtrnáctidenní výměnu domů i automobilů. Amanda na navrženou výměnu přistoupí a tak letí letadlem do skromného domku ve střední Anglii, zatímco Iris se v opačném směru nastěhuje do Amandiny luxusní vily v Los Angeles.
Iris si velké vily užívá, zatímco Amanda se v domku na samotě nudí a ještě večer v den příjezdu chystá odjezd zpět do USA, dokud u jejích dveří nezabouchá přiopilý Irisin bratr Graham (Jude Law), který ale vůbec nemá tušení, že je jeho sestra pryč a že v jejím domě bydlí někdo jiný. Amanda se Grahamovi zalíbí, on jí také a oba spolu pro ně nečekaně stráví noc. Druhý den Amanda opravdu chystá odjezd domů, přesto si jej rozmyslí a zůstane celých 14 dní v Anglii, v naprosté většině časem stráveným s Grahamem. Za tu dobu zjistí, že Graham má dvě malé dcery Sophii a Olivii (Miffy Englefield a Emma Pritchard) a že je vdovec. Po čtrnácti dnech strávených v Anglii se Amanda rozhoduje, že s Grahamem zůstane.
V Los Angeles se mezitím Iris seznamuje s bývalým uznávaným scenáristou Arthurem Abbottem (Eli Wallach). S devadesátiletým mužem slaví chanuku, tráví s ním hodně času a společně ho se svým novým kamarádem, skladatelem filmové hudby Milesem (Jack Black), připravuje na slavnost, kterou mu chystá Spolek filmových scenáristů. Miles se mezitím nečekaně dozvídá, že ho jeho přítelkyně, herečka Maggie (Shannyn Sossamon), podvádí, a tak se s ní také rozchází. Iris nakonec společně s Milesem stráví celé Vánoce a množství času a z přátelství se postupně stává náklonnost, jež přerůstá v lásku. Vše na okamžik zkomplikuje nečekaný Jasperův příjezd do Los Angeles, tomu však Iris nakonec sdělí, že je na dobro se vším konec.
Film končí v domě v Anglii, kde všichni společně (Miles, Iris, Amanda, Graham, Sophia a Olivia) tráví Silvestra.

## Ocenění
Film obdržel cenu Teen Choice Awards a na stejnou cenu byla nominována i Cameron Diaz. Na Irish Film and Television Award byla nominována Kate Winsletová a Cameron Diaz byla také nominována na cenu ALMA Award. Spolu s Judem Lawem byla Cameron Diaz také nominována na nejlepší polibek ve filmu při udělování cen MTV Movie Award a NRJ Ciné Award.

## Další zajímavosti
Pokud si pořádně prohlédneme videotéku, kterou probírá Iris u Amandy doma, najdeme v ní i film Enigma, ve kterém hrála Kate Winsletová. Ve filmu se v cameo rolích objevují i Dustin Hoffman, Lindsay Lohan a James Franco. Ve filmu se spolu znovu objevují Rufus Sewell a Shannyn Sossamon, kteří společně hráli ve filmu Příběh rytíře s Heathem Ledgerem, který se natáčel na území České republiky.

## Obsazení
| Cameron Diaz     | Amanda        |
| Kate Winsletová  | Iris          |
| Jude Law         | Graham        |
| Jack Black       | Miles         |
| Eli Wallach      | Arthur Abbott |
| Edward Burns     | Ethan         |
| Rufus Sewell     | Jasper        |
| Miffy Englefield | Sophia        |
| Emma Pritchard   | Olivia        |
| Sarah Parish     | Hannah        |
| Shannyn Sossamon | Maggie        |
| Bill Macy        | Ernie         |
| Shelley Berman   | Norman        |
| Kathryn Hahn     | Bristol       |
| John Krasinski   | Ben           |
| Hope Riley       | Sarah         |
| Lindsay Lohan    | sebe          |
| James Franco     | sebe          |
| Dustin Hoffman   | sebe          |
| Brundle Williams | dívka v baru  |